# L'Homme à tête de chou
L'Homme à tête de chou è il tredicesimo album discografico in studio del cantautore francese Serge Gainsbourg, pubblicato nel 1976.

## Tracce
Testo e musica di Serge Gainsbourg (tutte le tracce).
1. L’Homme à tête de chou – 2:59
2. Chez Max coiffeur pour hommes – 1:58
3. Marilou Reggae – 2:11
4. Transit à Marilou – 1:32
5. Flash Forward – 2:36
6. Aéroplanes – 2:36
7. Premiers symptômes – 1:14
8. Ma Lou Marilou – 2:41
9. Variations sur Marilou [2] – 7:40
10. Meurtre à l’extincteur – 0:47
11. Marilou sous la neige – 2:23
12. Lunatic Asylum – 3:21

## Formazione
- Serge Gainsbourg - voce, autore, arrangiamenti
- Alan Parker - chitarra
- Judd Proctor - chitarra
- Brian Odgers - basso
- Dougie Wright - batteria
- Jim Lawless - percussioni
- Alan Hawkshaw - tastiere, arrangiamenti
- Kay Garner, Jean Hawker, Clare Torry - cori